# Koilops
Koilops is een geslacht van uitgestorven stamtetrapoden uit het Mississippien (midden-Tournaisien) van Schotland. Het bevat als enige soort Koilops herma, gebaseerd op een natuurlijk afgietsel van een acht centimeter lange schedel uit de Ballaganformatie. 
Een fylogenetische analyse in de oorspronkelijke beschrijving plaatst Koilops als een naaste verwant van Tulerpeton en colosteïden. Koilops werd beschreven in een studie uit 2016 die was ontworpen om de tetrapode- en stamtetrapode faunae van Romer's Gap te vullen, een interval van het Vroeg-Carboon met weinig fossielen van gewervelde dieren. Het was een van de vijf nieuwe geslachten die in deze studie werden benoemd, samen met Aytonerpeton, Diploradus, Ossirarus en Perittodus.
De geslachtsnaam is een combinatie van het Grieks koilos, 'hol', en oops, 'gezicht', een verwijzing naar het natuurlijk afgietsel. De soortaanduiding betekent 'grenssteen' in het Grieks, een verwijzing naar de Scottish Borders waar het exemplaar werd gevonden.
Het holotype NMS G. 2013.39/14 is een schedel ontdekt in Willie's Hole. Het bestaat slechts uit de schedel.
Eén autapomorfie werd vastgesteld. De schedel heeft een fijne onregelmatige ornamentering van het oppervlak met opvallende gebogen richels rond het foramen pineale en grotere bultige ornamentering vóór dat foramen.